# Matsiranna
Matsiranna es un despoblado del municipio de Saaremaa, situado en el condado de Saare, Estonia. 